# Thomas Lister (1er baron Ribblesdale)
Pour les articles homonymes, voir Thomas Lister.
Thomas Lister, 1er baron Ribblesdale (1752-1826) est un homme politique britannique qui siège à la Chambre des communes entre 1773 et 1790. Il est élevé à la pairie en tant que baron Ribblesdale en 1797. 

## Biographie
Il est le fils de Thomas Lister de Gisburne Park, dans le Yorkshire et de son épouse Beatrix Hulton. Il est né le 22 mars 1752. Son père est député de Clitheroe de 1745 à 1763. Il fait ses études à Westminster School et s'inscrit à Brasenose College, Oxford le 2 mai 1769 âgé de 17 ans, il obtient un MA le 26 juin 1772 et un DCL le 8 juillet 1773. 
En 1773, il est élu député de Clitheroe et conserve son siège à l'élection générale de 1774. Lorsque la guerre éclate en Amérique, il équipe une frégate à ses frais et la met à la disposition du gouvernement. En 1779, il lève le Light Dragoons de Lister, un régiment de cavalerie, et est nommé commandant dans l'armée. Il est réélu au Parlement pour Clitheroe en 1780 et 1784. 

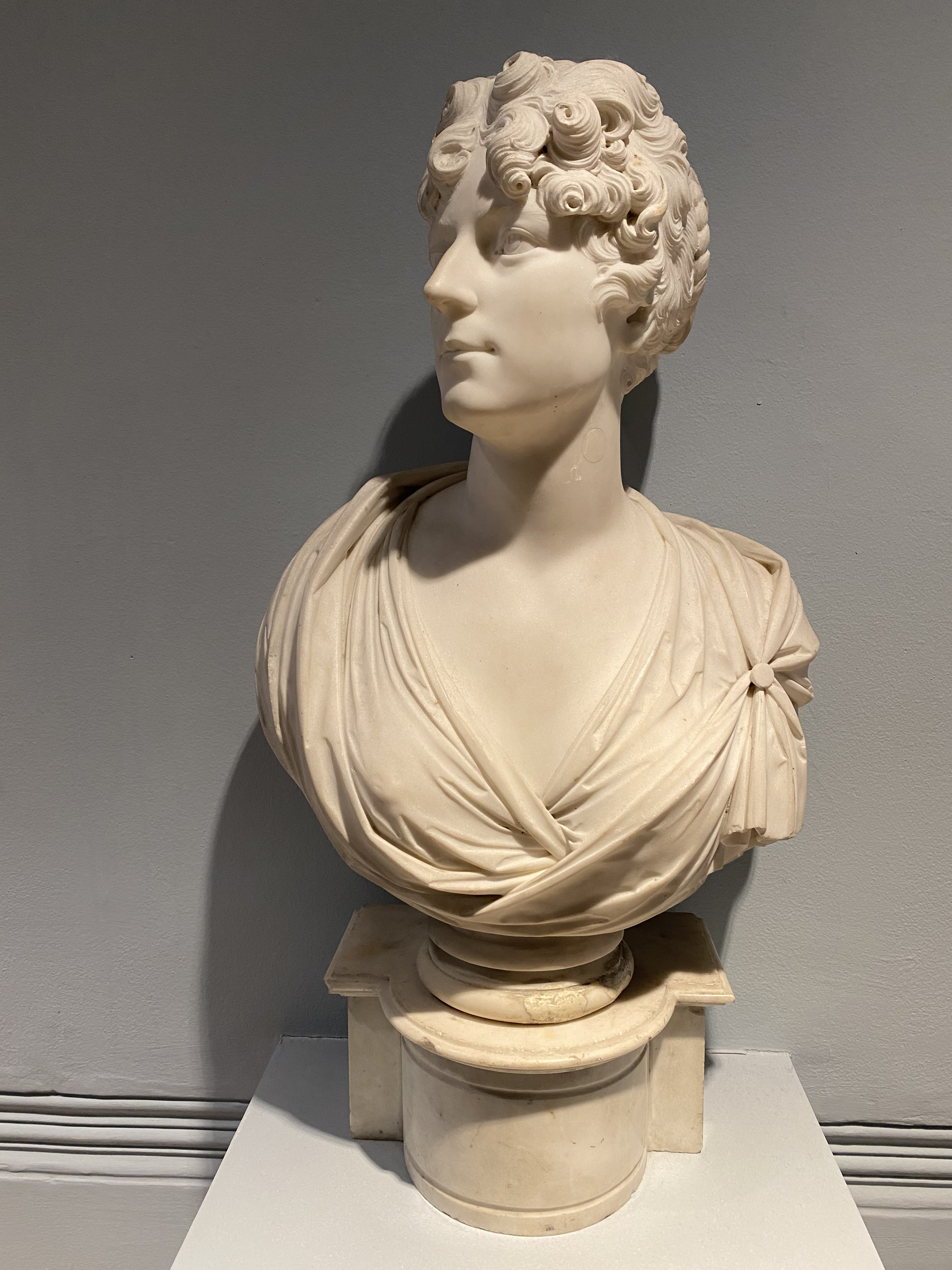
Buste de Lady Ribblesdale dans sa trentaine (1804) par John Bacon, York Art Gallery

Il épouse Rebecca Feilding, fille de Joseph Feilding, le 7 novembre 1789 à St. James the Less, Thorndike Street, Londres. En 1794-1795, il est haut-shérif du Yorkshire. Il est créé le 28 octobre 1797 premier baron Ribblesdale, de Gisburne Park, dans le Yorkshire. Il meurt le 22 septembre 1826 à l'âge de 74 ans.